# 塔季扬娜·季亚科诺娃
塔季扬娜·伊万诺芙娜·季亚科诺娃（羅馬化：Tat'yana Ivanovna D'yakonova；1970年4月22日—）是俄罗斯政治家、第八届国家杜马代表。
2018年至2019年，她担任经济发展部长马克西姆·奥列什金的助理。2019年至2021年，她领导经济发展部人事政策和人员发展司。自2021年起，她担任利佩茨克州选区第八届国家杜马代表。她与统一俄罗斯党一起竞选。
季亚科诺娃是“俄罗斯领袖”竞赛的获奖者之一，该竞赛由普京于2017年推出的“俄罗斯—机遇之地”平台发起。

## 制裁
季亚科诺娃于2022年因俄乌战争而受到英国政府和美国财政部制裁。